# 紅色吸蜜鸚鵡
，可能是僅次於彩虹吸蜜鸚鵡外，最常被圈養的一種鸚鵡。

## 描述

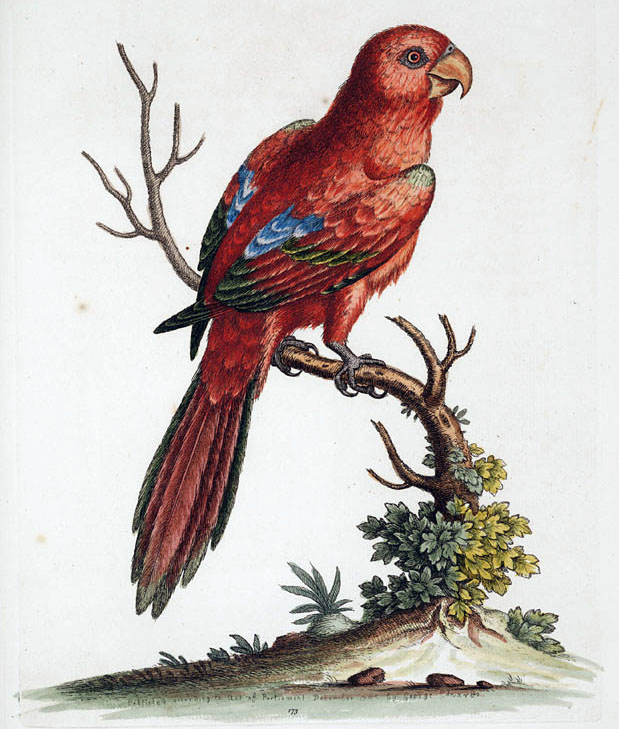
Type illustration of Eos bornea

紅色吸蜜鸚鵡體長約 31 cm（12英寸），重量 30-300 克。整體外觀大部分呈紅色，上半身全為紅色。背部和翅膀上有紅色、藍色和黑色色塊分佈，尾巴呈紅褐色，尾下覆羽則是藍色的。有橙色的喙，及灰色的腿。虹膜是紅色的，但E. b. bernsteini此種亞種則具有棕色虹膜。下喙的基部沒有裸露的皮膚。雌雄外觀相似。幼鳥羽色稍黯淡，虹膜呈棕色，喙則為褐色。此種鸚鵡的鳥喙與其他種鸚鵡比較，外型較窄，不夠強壯有力，其砂囊外壁通常亦較為薄弱。紅色吸蜜鸚鵡的一個辨認特徵是其尖端有乳突的刷狀舌頭，可以幫助其食用花粉及花蜜。

## 分佈與棲地
吸蜜鸚鵡分佈範圍包括印度尼西亞，新幾內亞，澳大利亞和太平洋地區。紅色吸蜜鸚鵡則局限於摩鹿加群島（馬魯古群島）和印度尼西亞周圍的島嶼。其天然棲息地是熱帶潮濕的低地森林和熱帶紅樹林。
紅色吸蜜鸚鵡也被引入馬爾代夫，並由當地酒店經營者釋放進野外，以豐富當地的鳥類資源（當地只有數種常見的印度陸地鳥類，如常見的八哥，亞洲的噪鵑和家鴉），並已在野外建立族群。

## 食性
在野外，吸蜜鸚鵡會吃花蜜、花粉、水果，偶而亦食用昆蟲。作為寵物時，則應提供其良好的配方飲食。幼鳥時的吸蜜鸚鵡應每天餵新鮮的花蜜（購買或自製）。較大的成鳥可以餵食專用的顆粒飼料，或者水果和蔬菜，如蘋果、石榴、木瓜、葡萄、哈密瓜、鳳梨、無花果、奇異果和整根玉米。每天應提供新鮮、乾淨的水。吸蜜鸚鵡可以利用獎勵方式，導正其行為。